# Прапор Каменя-Каширського
Пра́пор Ка́меня-Каши́рського затверджений 14 вересня 1996 сесією Камінь-Каширської міської ради.

## Опис
Квадратне полотнище, повернуте по діагоналі, у центрі на червоному квадратному полі, вершини якого лежать на серединах сторін прапора, - щит із гербом міста, над ним у куті - білий хрест; верхній трикутник прапора блакитний, нижній - синій, обабіч - зелені. Блакитний колір символізує небо, синій - водойми, зелений - землю, а червоний з хрестом - Волинь.

## Джерело
- Іваничівська РДА